# Brétigny-sur-Orge
Brétigny-sur-Orge é uma comuna francesa localizada a vinte e oito quilômetros ao sul de Paris, no departamento de Essonne na região da Ilha de França. É a cidade sede do Cantão de Brétigny-sur-Orge.
Seus habitantes são chamados Brétignolais.

## Geografia

### Situação
Brétigny-sur-Orge está localizado ao sul da aglomeração parisiense e ao norte do departamento francês de Essonne, no coração da região natural de Hurepoix.

### Comunas vizinhas
A comuna no território relativamente estendido é limítrofe de várias outras cidades, a oeste e ao noroeste com Leuville-sur-Orge e Longpont-sur-Orge, ao norte com Saint-Michel-sur-Orge, ao nordeste e a leste com a Le Plessis-Pâté, no sudeste do país com Leudeville e com Marolles-en-Hurepoix, no sudoeste com La Norville e com Saint-Germain-lès-Arpajon.

### Transportes

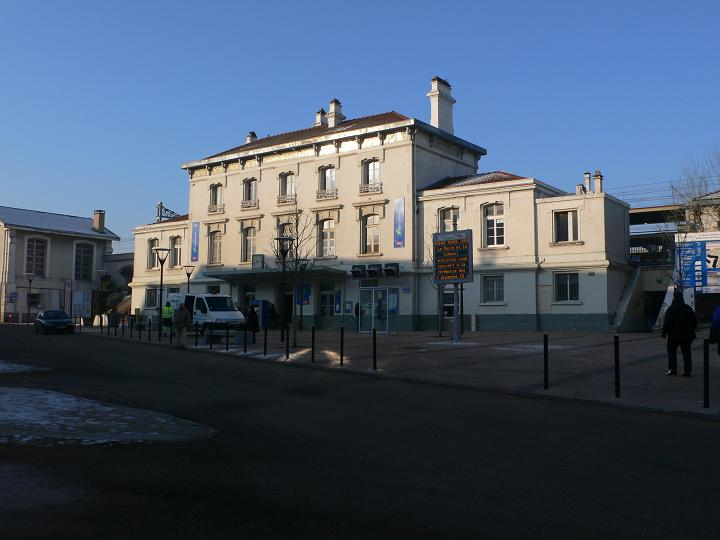
A estação de Bretigny-sur-Orge.

Em 1841, o território foi profundamente cortado pelos trabalhos para a passagem da linha Brétigny - Tours , que atravessa a comuna de norte a sul. Desde 1979, esta linha é principalmente usada pela linha C do RER d'Île-de-France e a comuna é servida pela estação de Bretigny.
Vários grandes eixos viários passam pelo território comunal, verdadeiro nó departamental, sendo as mais importantes a estrada nacional 104, também conhecido como Francilienne, que fez uma breve incursão ao noroeste. A cidade tem uma trevo com a route départementale 133, que liga o centro da cidade a Montlhéry. De oeste para leste e para o centro da cidade também passa a route départementale 117, estrada velha de Versailles para Corbeil, para o sudoeste, a route départementale 152 leva a Arpajon e Limours. Finalmente, a leste passa a route départementale 19, tornada hoje uma espécie de anel viário para a comuna.
Esta importante rede de estradas é atravessada por várias linhas de ônibus da linha 6 da rede de ônibus Keolis Seine Val-de-Marne, a destino da estação rodoviária de Corbeil-Essonnes, as linhas 18-05 e 18-13 da rede de ônibus Transdev Brétigny a destino de Bondoufle e Vert-le-Grand, as linhas 227-01, 227-02 e 227-03 da rede de ônibus intercomunal Orgebus, as linhas DM13 e DM19 para Linas, Leuville-sur-Orge e Arpajon a rede de ônibus Daniel Meyer, a linha 91.04 da rede de ônibus Albatrans para Arpajon e Evry e a linha de ônibus Noctilien N131 que garante a continuidade do serviço noturno do RER na comuna.
Dispõe sobre seu território de uma parte da antiga base aérea 217, fechado em junho de 2012, a comuna está localizado a apenas treze quilômetros ao sudoeste de Paris-Orly e quarenta e oito quilômetros do Aeroporto de Paris-Charles de Gaulle.

## Toponímia
Britiniacum em 1146, Bretigniacum em 1548, Breteigny.
As origens de Brétigny remontam à era da Gália Romana. A etimologia do nome vem do latim "britiniacum", que significa "propriedade do bretão". O nome atesta, portanto, que o território foi neste período atribuído a um Bretão, vindo da ilha da Bretanha, a Grã-Bretanha de hoje, na era das migrações bretãs (século VI). Brétigny fez parte do domínio real dos reis merovíngios (séculos V ao VIII).
Durante a criação da comuna, o nome se ortografava Bretigny sem acento agudo, esse último foi adicionado em 1801 e a menção do rio em 1898.

## História

### As origens
No território da comuna foram descobertas no decurso de escavações arqueológicas ferramentas e um depósito votivo da Proto-História e da Pré-história, atestando uma presença humana. As fundações da villa rustica e da prataria galo-romana provam a importância agrícola do lugar desde aquela época. O domínio foi citado em 697 sob o nome de Britiniacus na ata de fundação do mosteiro de Limours.

### Da Idade Média à Revolução

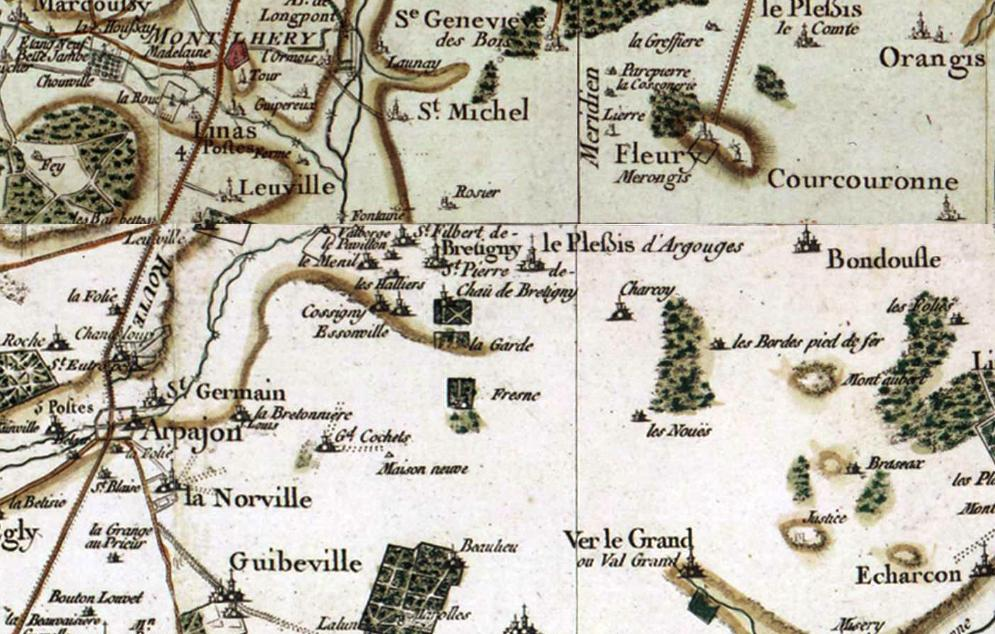
Carta da região no século XVII por Cassini.

Desde 1030 foi mencionada uma primeira igreja dedicada a São Pedro. No século XII, o feudo de Fontanis pertencia ao priorado de Longpont. Ao mesmo tempo, um castelo senhorial mencionado sob o nome de Vicinum foi o atual centro da cidade. Em 1220, um cartulário do bispo de Paris Guillaume de Seignelay atribuiu o feudo a Jean de Brétigny.
O território de Brétigny, na Idade Média, se dividia em duas paróquias, vários senhorios incluindo um principal. É portanto neste período que Bretigny foi separada da aldeia de Le Plessis-Pâté. Os senhores conseguiram torná-la independente do bailiado real de Montlhéry em 1480, depois em 1614, ela obtinha já o seu próprio bailiado, seu tribunal e sua prisão. Uma minuta notarial datada de 24 de abril de 1493 menciona a propriedade agrícola de Maison Neuve como pertencente a Roland Escoublet.
A Guerra dos Cem Anos causou muitos danos, a igreja foi particularmente devastada, tanto que os números da população estavam no mais baixo.
No século XV, o senhorio pertencia a Jacques de Saint-Benoist. Em 1493 foi criada a fazenda de Maison-Neuve vasta de duzentos arpentes.
No século XVII, Hugues La Garde adquiriu o feudo de Fontanis, e foi construído a mansão conhecida como du Pavillon. Em 1614, a área foi devolvida para François de Martel que empreendeu a modernização do castelo, em um estilo Luís XIII e a adição de um jardim francês com um canal. E, em seguida, em 1733, a família d'Estaing recuperou o domínio. Em 1758 foi assinada a cotação da destruição do castelo de Brétigny, abandonado desde 1750. De 1719 a 1784, a família Marrier, proprietário do Pavillon, o embelezou.

### História moderna
Em 1843, o território da cidade foi cortado em dois pela construção da linha de Brétigny - Tours, bifurcação da linha Paris - Bordeaux. A construção de uma parada e depois em 1865 de uma estação de passageiros e de mercadorias permitiu aos agricultores de exportar diretamente seus produtos para Paris.
Em 1864, a cidade se dotou de uma prefeitura.
Entre 1914 e 1915, a fazenda de Maison Neuve foi utilizada como base de abastecimento e estacionamento. Durante a Primeira Guerra Mundial, são implantados, desde o 15º dia da mobilização, o hospital auxiliar n° 10 da Cruz Vermelha e, a partir de 1915, uma estação-loja da Intendência. Na década de 1930, a comuna se dota de uma sala de cinema, de um salão de festas e da escola Jean-Jaurès.

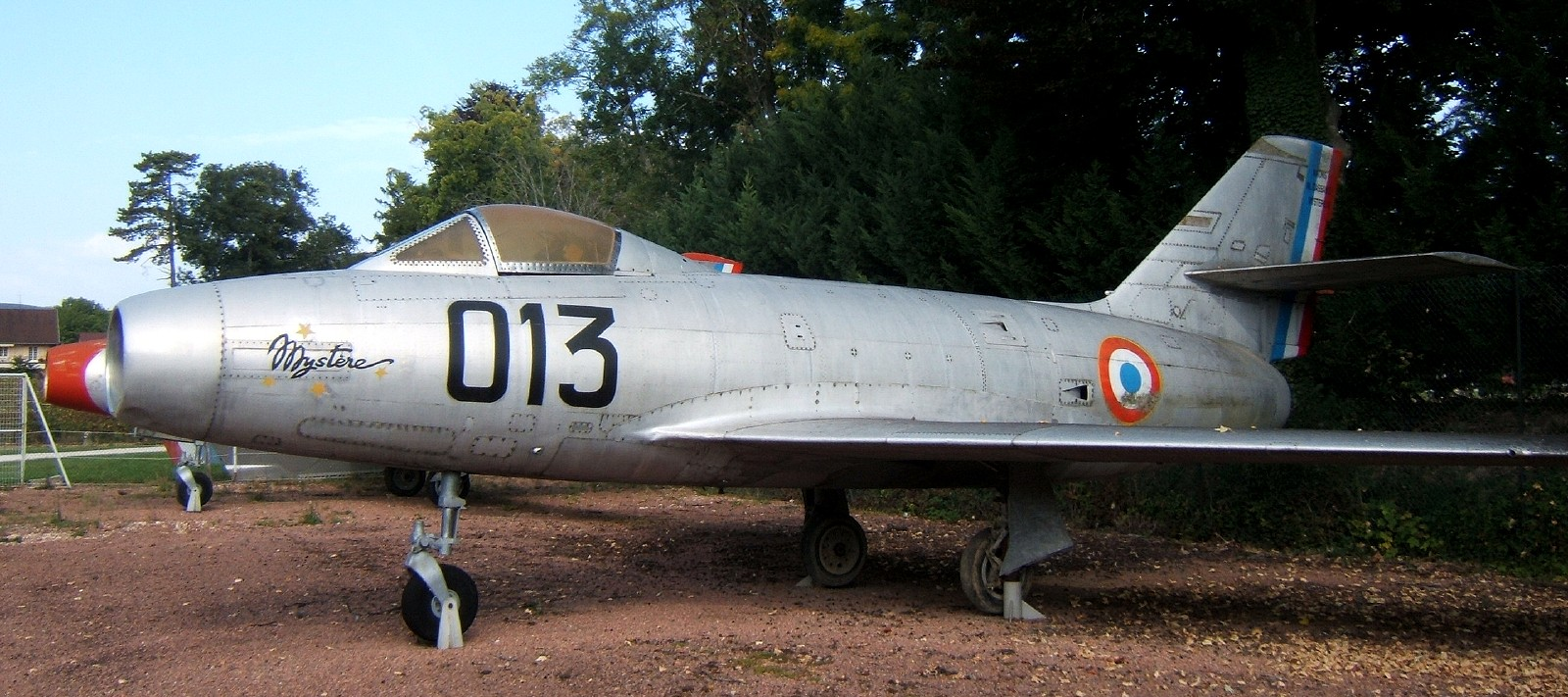
Um Mistério II semelhante ao usado por Jacqueline Auriol, em 1955.

Em 1938 foi instalada nas terras de Brétigny-sur-Orge e Le Plessis-Pâté um parque aéreo militar. Aeródromo e nó ferroviário caíram nas mãos dos Alemães, eles o utilizaram entre 1940 e 1944. Eles ocuparam também o Pavillon transformando-o em uma loja de armazenamento de alimentos. A cidade foi liberada em 23 de agosto de 1944 pelo Exército Patton.
O castelo do Pavillon foi vendido para a Société nationale des chemins de fer français e se tornou um centro de lazer.
O sítio aeronáutico tornou-se após a Segunda Guerra Mundial a Base aérea 217 abrigando o Centro de testes de voo, o Instituto de medicina aeroespacial do serviço de saúde dos exércitos e o centro departamento de Météo-France. Em 15 de agosto de 1953 e depois em 31 de maio de 1955, Jacqueline Auriol foi a primeira mulher a ultrapassar a barreira do som a bordo de um Mystère II. Este história aeronáutica permite hoje da comuna de reivindicar o título de " berço da aviação".
Em 1967, se instalou sobre a base o centro experimental de Eurocontrol.
Em 1968, Brétigny-sur-Orge acolheu a delegação norte-vietnamita e o representante Lê Đức Thọ para as negociações do acordo americano-vietnamita.
Em 22 de julho de 1990, Brétigny-sur-Orge foi a última cidade etapa do Tour de France de 1990. A comuna encontrou o evento de ciclismo para a penúltima etapa do Tour de France de 1993.
Em 2001, o CEV foi parcialmente transferido para a Base aérea 125 de Istres e em 2006, o centro meteorológico fechou suas portas. Seguindo o programa de modernização da Defesa, o centro de testes de voo de Brétigny-sur-Orge foi definitivamente fechada em 2009, e a base aérea 217, bem como o 1º grupo logística do comissariado do exército têm sido desmontados a partir de 2011.
Em 12 de julho de 2013 às 17:20h, um acidente ferroviário ocorreu na estação de Brétigny: o trem Intercités nº 3657} que deveria ligar a Gare d'Austerlitz a de Limoges-Bénédictins descarrilou. Sete pessoas morreram no acidente e sessenta e nove ficaram feridas.

## Cultura e patrimônio

### Patrimônio arquitetônico

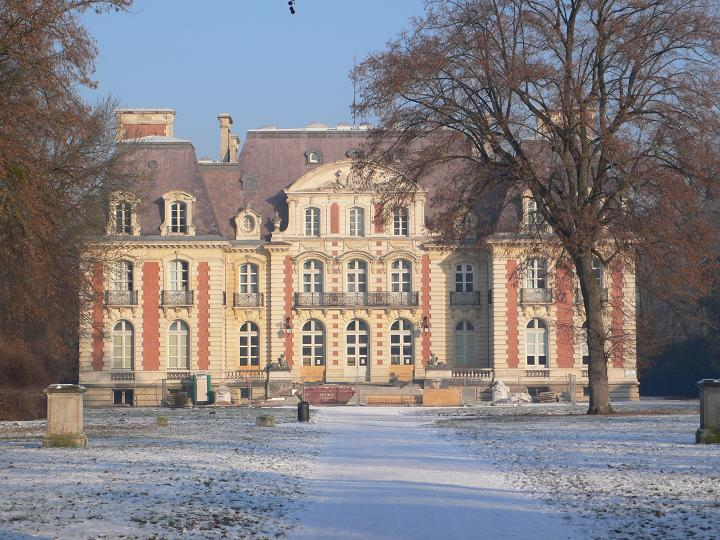
O castelo de la Fontaine.

A Saint-Pierre igreja construída no século XII é o único edifício que ocupa uma classificação na monumentos históricos.
O château de la Fontaine foi construído em 1914 em estilo Renascentista. O castelo é usado pelo Instituto Tecnológico da Universidade de Évry Val de Essonne e é o lar de estudantes do diploma universitário de tecnologia em gestão de empresas e administrações (GEA).
O castelo dos senhores de Brétigny foi construído no início do século XVI no lugarejo La Garde. Abandonado por volta de 1760, quando seus ocupantes fugiram para ir morar em Marolles-en-Hurepoix, foi destruído no início do século XIX e continua a ser uma mansão.

### Personalidades ligadas à comuna

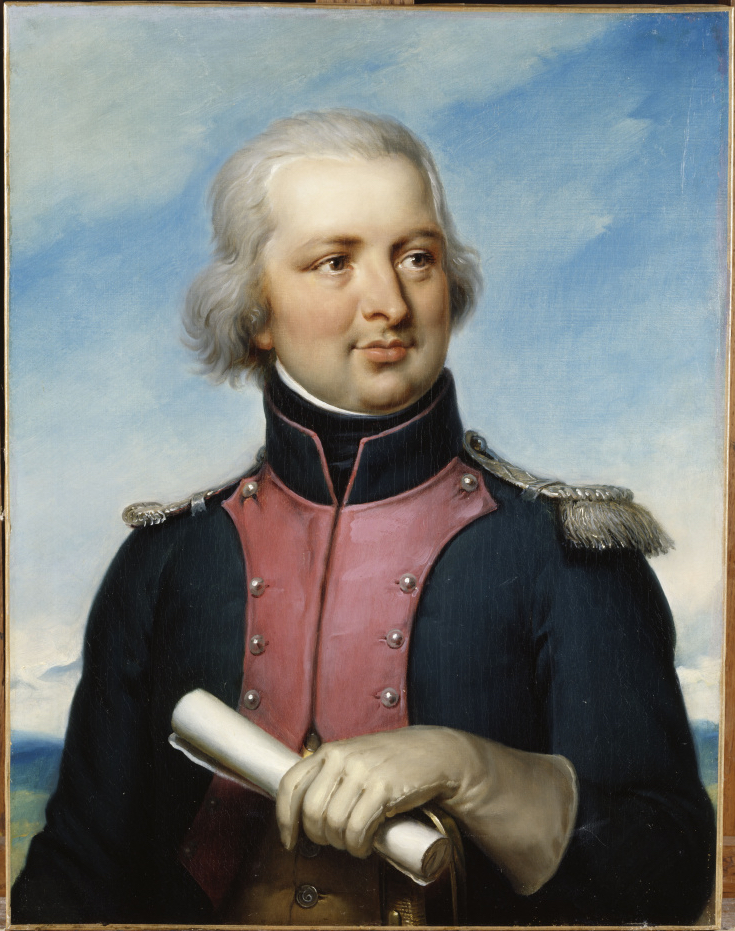
Gabriel Hédouville.

Várias figuras públicas nasceram, morreram ou viveram em Brétigny-sur-Orge:
- Antoine-Gaspard Boucher d'Argis, (1708-1791), advogado e enciclopedista, vivia no Castelo de la Fontaine.
- Anne Luís Alexandre de Montmorency (1724-1812), príncipe de Robecq e Grande de Espanha, onde foi o senhor.
- Jacques Gabriel Louis Le Clerc de Juigné, (1727-1807), o marquês de Juigné, onde foi o senhor do chefe de sua esposa.
- Gabriel Hédouville (1755-1825), general de divisão e político.
- Agathon Jean François Fain, (1778-1837), escritor e político, foi prefeito.
- Benoît Hamon (1967- ), político, foi membro do conselho municipal.
- Youcef Ouldyassia (1974- ), jogador de basquete.
- Nicolas Gillet (1976- ), futebolista, nasceu lá.
- Steve Gohouri (1981- ), futebolista.
- Samuel Eto'o (1981- ), futebolista.
- Ricardo Faty (1984- ), futebolista.
- Jacques Faty (1984- ), futebolista.
- Guillaume Ripper (1985- ), futebolista.
- Mehdi Benatia (1987- ), futebolista.
- Grégory Sertic (1989- ), futebolista.
- Patrice Évra, futebolista.
- Jimmy Briand, futebolista.
- Jérémy Ménez, futebolista.
- Paul-Georges Ntep, futebolista.